# Elvio Romero
Elvio Romero (* 12. Dezember 1926 in Yegros; † 19. Mai 2004 in Buenos Aires) war ein paraguayischer Dichter und Schriftsteller.
In jungen Jahren gehörte Romero zur literarischen Szene von Asunción und stand dort in Kontakt zu Schriftstellern wie Josefina Plá, Hérib Campos Cervera, Óscar Ferreiro und José Antonio Bilbao. 1947 emigrierte er nach Argentinien. Er lebt dort zunächst in Presidencia Roque Sáenz Peña, wo sein Haus ein Zentrum der uruguayischen Exilanten wurde, in dem u. a. José Asunción Flores, Herminio Giménez und die Brüder Agustín und Rubio Larramendia verkehrten.
Später ließ sich Romero in Buenos Aires nieder. Hier wurde er zur bekanntesten dichterischen Stimme der paraguayischen Opposition im Exil, beachtet und gelobt von Schriftstellern wie Gabriela Mistral, Miguel Ángel Asturias, Pablo Neruda, Hamlet Lima Quintana und Josefina Plá. Nach dem Sturz Alfredo Stroessners wurde er Mitglied der Academia Paraguaya de la Lengua Española und des paraguayischen PEN-Clubs und war als Diplomat in der paraguayischen Botschaft in Buenos Aires tätig. Für El poeta y sus circunstancias erhielt er 1991 den Nationalpreis für Literatur.

## Werke
- Días roturados (1947)
- Miguel Hernández - Destino y poesía (1958)
- Resoles áridos (1948–49)
- Despiertan las fogatas (1950–52)
- El sol bajo las raíces (1952–55)
- De cara al corazón (1955)
- Esta guitarra dura (1960)
- Un relámpago herido (1963–65)
- Los innombrables (1959–73)
- Destierro y atardecer (1962–75)
- El viejo fuego (1977)
- Los valles imaginarios (1984)
- El poeta y sus encrucijadas (1991)
- Flechas en un arco tendido (1983–1993)
- El poeta y sus circunstancias (1991)
- Fabulaciones (2000)